# Operador de som
O operador de som é o profissional responsável pela manipulação, ou seja, operação, de um equipamento de som. Já o assistente de som é aquele que ajuda o operador de som e que segue as instruções do diretor de som.
Nos moldes da Classificação Brasileira de Ocupações - CBO/2002, autorizada pela Portaria nº. 397 de 9 de outubro de 2002, do Ministério do Trabalho e Emprego, esta profissão está enquadrada ao código 3741.30, intitulada de Técnico em Mixagem de áudio.
Os Mixadores ou Técnicos em Mixagem são descritos como aqueles que "operam e monitoram sistemas de sonorização e gravação; tratam e compilam registros sonoros como editar registros, sincronizar e mixar músicas; criam projetos de sistemas de sonorização e gravação; instalam/desinstalam e testam funcionamento de equipamentos de áudio e acessórios; executam músicas e arquivos sonoros, selecionando e gerenciando repertório; pesquisam novas tecnologias de reprodução de áudio e tendências musicais."
É o operador que, sob a supervisão e auxílio do técnico de som, efetua o controle de som durante os ensaios e espetáculos. Para além dos conhecimentos técnicos, requer uma sensibilidade teatral e perícia musical, podendo interpretar uma "partitura" (guião de som) de maior ou menor exigência, com tempos de resposta a "deixas", execução de movimentos dinâmicos de crescendo e diminuindo, fazendo a banda de som integrar-se no espetáculo, sendo discreta ou impositiva. Não basta o operador de som saber apenas a técnica, esta entra no domínio da arte, especialmente quando se trata de mixar/misturar dezenas de canais e buscar fazer com que cada instrumento seja audível dentro do “mix” (áudio gerado ao público).
Esta digna profissão foi criada pela Lei nº. 6.533/78 e posteriormente regulamentada pelo Decreto nº. 82.385/78. Previsto em ambos os diplomas, no art. 2º, II, “Técnico em Espetáculos de Diversões”, é o profissional que, mesmo em caráter auxiliar, participa, individualmente ou em grupo, de atividade profissional ligada diretamente à elaboração, registro, apresentação ou conservação de programas, espetáculos e produções.

## Teatro
É o operador que sob a supervisão e auxílio do técnico de som efetua o controle de som durante os ensaios e espetáculos.
Para além dos conhecimentos técnicos requer uma sensibilidade teatral e perícia musical, podendo interpretar uma "partitura" (guião de som) de maior ou menor exigência, com tempos de resposta a "deixas", execução de movimentos dinâmicos de crescendo e diminuindo, fazendo a banda de som integrar-se no espetáculo, sendo discreta ou impositiva

## Rádioetelevisão
No ambiente de rádio e televisão, o operador de som é o responsável pelo controle de som durante a transmissão.

## Cinema
No âmbito do cinema e audiovisual, é o responsável pela captação e registro do som nas produções. Este profissional segue as indicações do diretor de som e é apoiado pelo assistente de som.